# Karl Kautsky
Karl Johann Kautsky, češko-avstrijski filozof, novinar in marksistični teoretik, * 16. oktober 1854, Praga, Avstrijsko cesarstvo, † 17. oktober 1938, Amsterdam, Nizozemska.
Poznan je kot eden najbolj gorečih zagovornikov ortodoksnega marksizma med letom 1895, ko je umrl Friedrich Engels in letom 1914, ko je izbruhnila prva svetovna vojna.
Po vojni se je Kautsky kot javni kritik boljševiške revolucije zapletel v polemike z Leninom in Trockim glede idealizma Sovjetske zveze.

## Življenje

### Zgodnja leta
Karl Kautsky se je rodil v Pragi staršem Johannu Kautskyju, ki je bil krajinski arhitekt in Minni Kautsky, ki je bila igralka in pisateljica. S starši se je preselil na Dunaj pri sedmih letih. Tam je obiskoval elitno Dunajsko gimnazijo. Na Dunajski univerzi je od leta 1874 študiral zgodovino, filozofijo in ekonomijo ter postal član Socialnodemokratske stranke Avstrije (SPÖ) leta 1875. Leta 1880 se je pridružil skupini nemških socialistov v Zürichu, ki jih je finančno podpiral Karl Höchberg. Ta skupina je tihotapila socialistični propagandni material v nemško cesarstvo v času veljave protisocialističnih zakonov (1878 - 1890). Pod vplivom Eduarda Bernsteina, ki je bil tajnik Karla Höchberga, je postal marksist in leta 1881 v Angliji spoznal samega Karla Marxa in Friedricha Engelsa.

### Politična kariera
Leta 1883 je ustanovil mesečnik Die Neue Zeit v Stuttgartu, ki je leta 1890 postal tednik. Časopis je urejal do septembra 1917 in je bil njegov vir stalnega prihodka, preko katerega je propagiral marksizem, izhajal pa je v Londonu, Zürichu, Berlinu in na Dunaju. Čas od leta 1885 do 1890 je preživel v Londonu. Kot prepoznaven marksističen teoretik je dobil v družbi še večji vpliv leta 1888, ko ga je Engels pooblastil za uredništvo Marxovega dela Theorien über den Mehrwert v treh delih. Nemška socialdemokratska stranka (SPD) je bila ilegalna do leta 1890, ko je cesar Viljem II. preklical protisocialistične zakone. Leta 1891 je skupaj z Augustom Bebelom in Eduardom Bernsteinom izdal Erfurtski program socialdemokratske stranke v Nemčiji. Ta je bil skrajno marksističen in revolucionaren, vendar je nagovarjal člane stranke, naj delujejo z uporabo že obstoječih političnih institucij. Erfurtski program je ostal uradni program stranke med obdobjem cesarstva.
Po Engelsovi smrti leta 1895 je Kautsky postal eden najpomembnejših in najbolj vplivnih marksističnih teoretikov. Zasnoval je marksistično teorijo imperializma in skupaj z Augustom Bebelom predstavljal vodilni del stranke. Radikalni levi del stranke je zagovarjal striktno Marxovo ekonomsko doktrino, vendar je zavračal ortodoksne politične taktike. Ko je Bernstein v devetdesetih letih osemnajstega stoletja napadel tradicionalno marksistično stališče o nujnosti revolucije, ga je Kautsky obtožil, da je njegovo poudarjanje etičnih temeljev socializma odprta pot za povezovanje "progresivne" buržoazije in brezslojnega sistema.

### Čas med vojno
Beblova smrt leta 1913 je močno spodkopala Kautskyjev vpliv v stranki, vendar je bilo nasprotovanje vojni tisto, kar je prineslo konec njegovemu sodelovanju z SPD. V letu 1914 so nemški socialdemokrati v takratnem parlamentu glasovali o financiranju vojne. Kautsky, ki ni bil poslanec, a se je udeleževal njihovih sestankov, je predlagal, da se glasovanja poslanci vzdržijo. Trdil je, da Nemčija bije obrambno vojno proti carski Rusiji, vendar je junija 1915, ko je postalo očitno, da bo vojna draga, dolgotrajna in nepojmljivo brutalna, skupaj z Eduardom Bernsteinom in Hugom Haasejem napisal poziv proti podpornikom vojne v vrhu socialno demokratske stranke in obtožil vladne težnje po aneksiji. Leta 1917 je zapustil SPD in se pridružil USPD (Nemška neodvisna socialdemokratska stranka), v kateri so bili združeni socialisti, ki so nasprotovali vojni. Ta poteza ga je stala uredništva publikacije Die Neue Zeit. Po novembrski revoluciji v Nemčiji je Kautsky služil kot državni sekretar ministrstva za zunanje zadeve v SPD-USPD revolucionarni vladi in delal na odkrivanju dokumentov, ki so dokazovali krivdo vojne Nemškemu cesarstvu.

### Polemike z boljševiki
V času ruske revolucije je Kautsky sprva slavil ob vzponu proletariata na vodilni položaj. Kasneje je glede tega postal skeptičen, saj ni verjel, da je Rusija zares zmožna vzpostaviti in ohraniti marksistični sistem, saj je tri četrtine prebivalstva živelo na odmaknjenih podeželskih področjih, v mesta pa se je hitro širila industrializacija. Tako je imel po njegovem mnenju vladajoči sloj znatno prednost v razpoložljivosti surovin in znanja. Kautsky je verjel, da bi morala v družbi, ki jo vodi tehnološko napredna in moderna industrija, imeti nadzor nad buržoazijo parlament in potrošniki, ne pa strogo centralizirana avtoriteta. Prav tako je verjel, da nacionalizacija proizvodnih sredstev ni enaka socializmu, zato sistema, ki ga je uvedla ruska revolucija, ni videl niti kot socialističnega niti kot kapitalističnega. Ko so boljševiki razpustili ustavodajno skupščino in ukinili splošno volilno pravico, je Kautsky obtožil novi ruski parlament diktatorstva. V svojem delu Die Diktatur des Proletariats je pozval k zamenjavi »diktatorstva proletariata« z »nadvlado« delavskega razreda v režimu, ki bi se opiral na tri temeljne elemente: splošno soglasje v prid socializmu, politično demokracijo ter parlament, ki bi služil socialističnim namenom in vzpostavitvi sistema demokratičnih organov, ki bi državi nudili glavno oporo. Zaradi tega ga je Lenin označil za izdajalca. Kaustkyja je opisal kot odpadnika v njegovi brošuri Die Diktatur des Proletariats und der Renegat K. Kautsky. V zameno ga je Kautsky močno skritiziral v njegovem delu Marxism and Bolshevism: Democracy and Dictatorship, ki je izšlo leta 1934. Kasneje so boljševiki pod Leninovim vodstvom prevzeli oblast v Petrogradu in Moskvi ter tako postavili temelje nove diktature namesto stare caristične diktature.
Lenin in Trocki sta navkljub Kautskyjevim kritikam zagovarjala boljševiško revolucijo kot legitimen zgodovinsko-socialni preobrat podoben francoski revoluciji, pri čemer sta sebe in svoje boljševike primerjala s takratnimi jakobinci. 

### Poznejša leta, smrt in zapuščina
Po letu 1919 je Kautskyjev ugled vztrajno padal. Leta 1920, ko se je razšla stranka USPD, se je z manjšino preostalih zopet pridružil SPD. Leta 1920 je obiskal Gruzijo in napisal knjigo o Demokratični republiki Gruziji (1918-21), ki je bila takrat še neodvisna od boljševiške Rusije. Knjiga je izšla šele leto kasneje, 1921. V tem času je Rdeča armada napadla Gruzijo, boljševiki pa so vzpostavili Gruzijsko sovjetsko socialistično republiko (GSSR)
.
Kautsky je s svojo ženo Louise Strasser Kautsky dolga leta živel v berlinski četrti Friedenau. Tam se je njegova žena spoprijateljila z Roso Luksemburg. Na mestu njegovega nekdanjega prebivališča, Saarstraße 14, danes stoji spominska plošča. Leta 1924 se je 70-letni Kautsky z družino preselil nazaj na Dunaj in tam ostal do 1938, ko je Hitler priključil Avstrijo Tretjemu Rajhu. Takrat je z družino pobegnil v Amsterdam. Kautsky je umrl 17. Oktobra, 1938 v Amsterdamu. Njegov sin, Benedikt Kautsky, je sedem let preživel v koncentracijskih taboriščih. Njegova druga žena Luise Ronsperger Kautsky je umrla v Auschwitzu. Kautsky je najbolj poznan zaradi svojih kritik boljševikov in svojega uredništva političnih revij ter objave Marxove knjige Theorien über den Mehrwert.
Karl Kautsky v delu Sozialdemokratie und Kommunismus govori o boljševiški vladavini v Rusiji. Kautsky je videl boljševike kot organizacijo, ki je s pomočjo zarot z državnim udarom sprožila revolucionarne spremembe za katere v takratni Rusiji ni bilo pravega ekonomskega razloga. Posledično se je razvila birokratska družba, katere beda in trpljenje sta močno presegali probleme zahodnjaškega kapitalizma. V svojem delu ugotavlja, da so sredstva za pridobivanje materialnih proizvodnih sil pridobili z uničenjem najbolj osnovne delovne sile med vsemi – delovnega človeka. V nečloveških pogojih, ki so jih ustvarile petletke, so ljudje vse hitreje propadali. Sovjetski filmi tega, seveda, niso pokazali.. O ustroju takratne države pravi, da tujci v Rusiji osuplo strmijo v gigantska podjetja, kakor da bi stali pred piramidami. Le poredko se zamislijo, kakšno suženjstvo in ponižanje je bilo neodtujljivo povezano z gradnjo teh orjaških konglomeratov.

## Dela
1. Der Einfluß der Volksvermehrung auf den Fortschritt der Gesellschaft. 1880.
2. Karl Marx’ ökonomische Lehren. 1887.
3. Thomas More und seine Utopie. 1888.
4. Friedrich Engels. 1887.
5. Die Klassengegensätze von 1789: Zum hundertjährigen Gedenktag der großen Revolution. 1889.
6. Das Erfurter Programm in seinem grundsätzlichen Teil erläutert. 1892.
7. Der Parlamentarismus, die Volksgesetzgebung, und die Sozialdemokratie. 1893.
8. Die Vorläufer des neueren Sozialismus. 1895. (2 knjigi)
9. Die Agrarfrage: Eine Uebersicht über die Tendenzen der modernen Landwirthschaft und die Agrarpolitik der Sozialdemokratie. 1899.
10. Bernstein und das Sozialdemokratische Programm: Eine Antikritik. J. H. W. Dietz Nachf., Stuttgart 1899.
11. Die Soziale Revolution. 1902.
12. Ethik und materialistische Geschichtsauffassung. 1906.
13. Der Ursprung des Christentums. 1908.
14. Die historische Leistung von Karl Marx: zum 25. Todestage des Meisters. 1908
15. Der Weg zur Macht. 1909.
16. Die Wandlungen der Goldproduktion und der wechselnde Charakter der Teuerung. Dietz, Stuttgart 1913.
17. Rasse und Judentum. 1914
18. Nationalstaat, imperialistischer Staat und Staatenbund. 1915.
19. Elsaß-Lothringen: Eine historische Studie. Dietz, Stuttgart 1917.
20. Die Diktatur des Proletariats. 1918.
21. Wie der Weltkrieg entstand: Dargestellt nach dem Aktenmaterial des Deutschen Auswärtigen Amts. Paul Cassirer, Berlin 1919.
22. Terrorismus und Kommunismus: Ein Beitrag zur Naturgeschichte der Revolution. 1919.
23. Die Internationale. 1920.
24. Die proletarische Revolution und ihr Programm. 1922.
25. Die materialistische Geschichtsauffassung. 1927. (2 knjigi)
26. Krieg und Demokratie. 1932. (3 knjige)
27. Grenzen der Gewalt: Aussichten und Wirkungen bewaffneter Erhebungen des Proletariats. Graphia, Karlsbad 1934.
28. Erinnerungen und Erörterungen. 1960.

## Dela prevedena v slovenščino
1. Temeljna načela socialne demokracije : (Erfurtski program). Del 1, Kdo uničuje proizvajanje v malem? 1908.
2. Temeljna načela socialne demokracije: (Erfurtski program). Del 2, Proletariat. 1908.
3. Temeljna načela socialne demokracije: (Erfurtski program). Del 3, Kapitalistični razred. 1908.
4. Temeljna načela socialne demokracije: (Erfurtski program). Del 4, Država prihodnosti. 1910.
5. Temeljna načela socialne demokracije. Del 5, Razredni boj. 1912.
6. Agrarno vprašanje: pregled tendenc v modernem kmetijstvu in agrarna politika socialne demokracije. 1952.
7. Izvor krščanstva. 1953.